# Kościół św. Jakuba Apostoła w Żółkiewce
Kościół pod wezwaniem św. Apostoła Jakuba – polskokatolicki kościół parafialny w Żółkiewce. Należy do dekanatu żółkiewskiego diecezji warszawskiej Kościoła Polskokatolickiego w RP.
Dawna cerkiew greckokatolicka, zbudowana w 1864 w stylu późnołemkowskim w Regetowie Wyżnym koło Gorlic. Zamknięta w 1947, po wysiedleniu ludności łemkowskiej w ramach akcji „Wisła”. W 1955 przewieziona do Żółkiewki na potrzeby nowo powstałej parafii polskokatolickiej; podczas rekonstrukcji budowli dokonano zmian architektonicznych.
Kościół drewniany, o konstrukcji zrębowej, trójdzielny (kruchta, nawa, prezbiterium). Dachy świątyni blaszane. Nad kruchtą niewielka wieżyczka. Nad nawą wieża zwieńczona latarnią z baniastym hełmem.
W 2012 rozpoczęto remont elewacji świątyni.